# 8546 Кенмотсу
8546 Кенмотсу (8546 Kenmotsu) — астероїд головного поясу, відкритий 13 січня 1994 року.
Тіссеранів параметр щодо Юпітера — 3,518.